# Lee Ki-poong
Lee Ki-poong (20 de diciembre de 1896 - 28 de abril de 1960) fue un político y candidato a vicepresidente de Corea del Sur. También fue Ministro de Defensa Nacional (7 de mayo de 1951 - 29 de marzo de 1952) y alcalde de Seúl (6 de junio de 1949 - 7 de mayo de 1951). Fue líder del Partido Liberal y seguidor de Syngman Rhee (como presidente). Dicho partido estuvo en el poder entre 1948 y 1960.
El 15 de marzo de 1960 se llevaron a cabo las elecciones presidenciales en las que los candidatos a presidente y vicepresidente del Partido Liberal, Syngman Rhee y Lee Ki-poong respectivamente, ganaron mediante fraude electoral. Como resultado de esto ocurrió la Revolución de abril el siguiente mes; Rhee renunció el 26 de abril y Lee también renunció y 2 días después el 28 de abril, en un anexo de la mansión de Rhee, el hijo mayor de Lee Ki-poong, Lee Kang-seok (1937-1960) mató a balazos a su padre y su familia y luego él se suicidó en un pacto de suicidio.